# Prasium
Prasium là một chi thực vật có hoa trong họ Hoa môi (Lamiaceae).

## Loài
Chi Prasium gồm các loài: